# داودك (زلاغي الغربي)
داودك (بالفارسية: داودک) هي قرية تقع في إيران في قسم زلاغي الغربي الریفي. يقدر عدد سكانها بـ 37 نسمة .